# Pârâul Pârască
Pârâul Parasca este un curs de apă, afluent al râului Văleanca.